# Rumena majica
Rumena majica (francosko maillot jaune) je dres, ki ga nosi trenutno vodilni kolesar na več dirkah, posebej znana je Tour de France, od koder ime tudi izvira.
Skupno vodilni kolesar je kolesar, ki ima najkrajši čas skupne dirke z odštetimi bonusi in prištetimi kazenskimi pribitki. Zato je teoretično tudi možno, da skupni zmagovalec dirke prvič obleče rumeno majico šele po zadnji etapi, torej po koncu dirke. To se je na Tour de France zgodilo že v treh primerih, leta 1947 in leta 1968 in 2020. S časovnimi bonusi se nagradi najhitrejše v etapi in v določenih šprintih med etapo.
Tako določanje skupnega vodilnega je uvedel ustanovitelj Tour de France Henri Desgrange med samo dirko leta 1919; prvi nosilec rumene majice je postal Francoz Eugène Christophe. Rumena barva je bila izbrana da bi predstavljala rumeni časopisni papir glavnega sponzorja, časopisa L'Auto (kasneje L'Équipe). Majica je bila opremljena tudi z začetnicama »HD« (Henri Desgrange), ki so ju leta 1984 umaknili in prepustili prostor sponzorjem , leta 2003, ob stoletnici dirke pa sta bili ponovno uvedeni.
6. septembra 2020 je na Dirki po Franciji Primož Roglič kot prvi Slovenec osvojil rumeno majico.

## Statistika

### Število dni v rumeni majici
Skupna razvrstitev obstaja že od prve izvedbe leta 1903. Rumeno majico pa so uvedli leta 1919.
| #               | Kolesar          | Dni |
| --------------- | ---------------- | --- |
| 1.              | Eddy Merckx      | 96  |
| 2.              | Bernard Hinault  | 75  |
| 3.              | Miguel Induráin  | 60  |
| 4.              | Chris Froome     | 59  |
| 5.              | Tadej Pogačar    | 54  |
| 6.              | Jacques Anquetil | 50  |
| 7.              | Antonin Magne    | 38  |
| 8.              | Nicolas Frantz   | 37  |
|                 | Philippe Thys    | 37  |
| 10.             | André Leducq     | 37  |
| ............... |                  |     |
| 58.             | Primož Roglič    | 11  |